# Cmentarz Posada w Sanoku

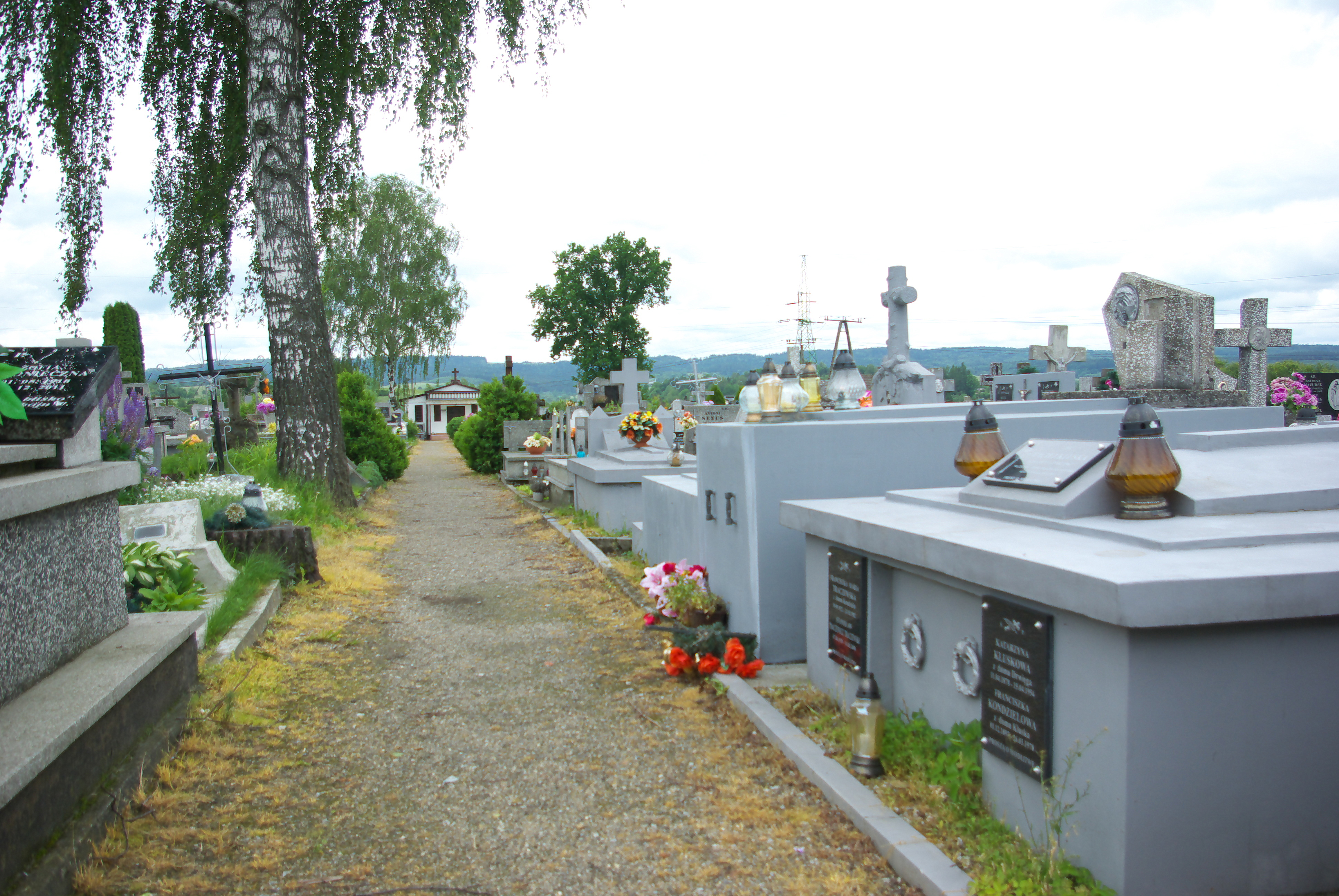
Główna aleja cmentarna. Po prawej grobowiec Macieja Kluski, naczelnika gminy Posada Olchowska

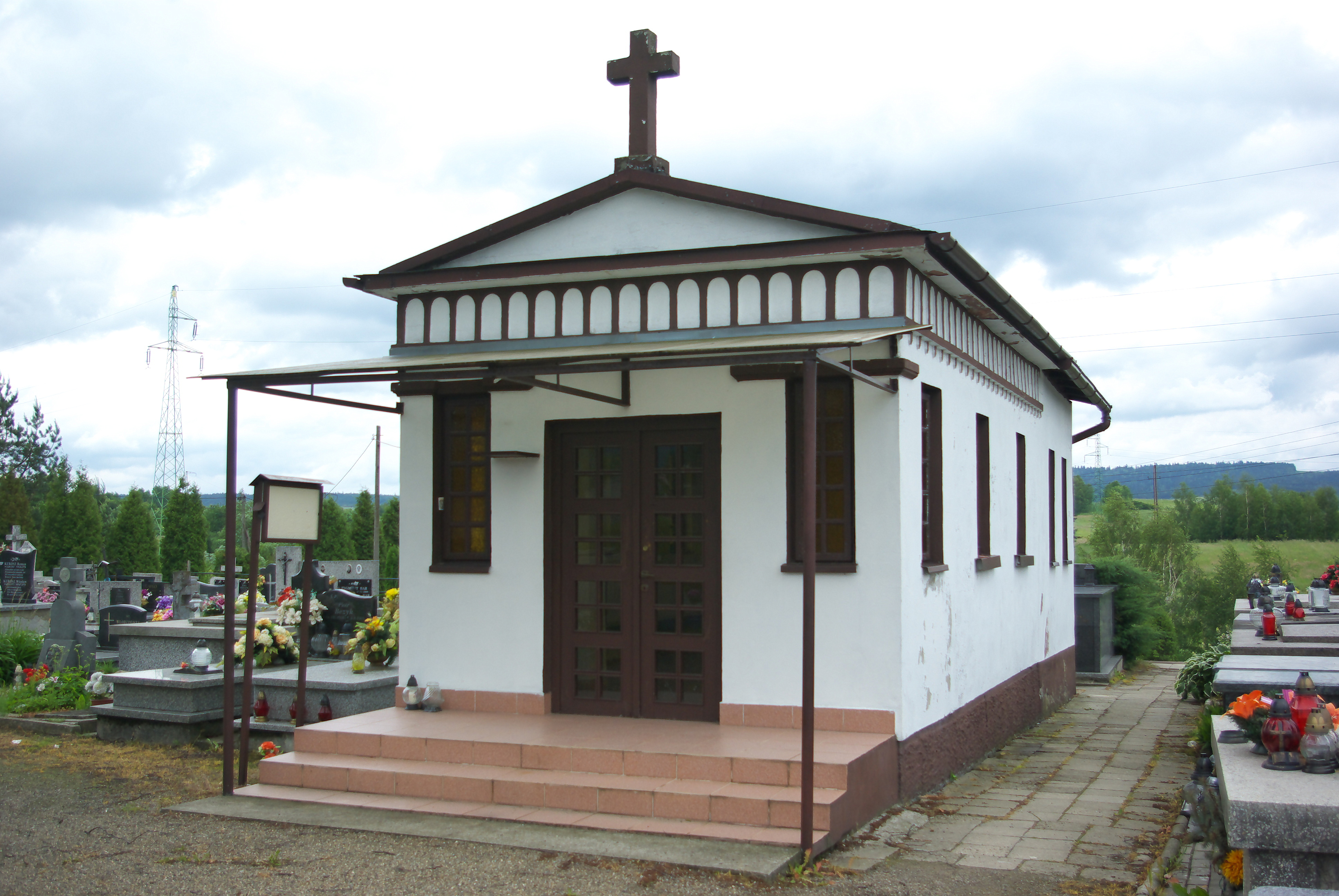
Kaplica cmentarna

Cmentarz Posada w Sanoku – cmentarz w Sanoku.

## Historia
Jest położony na terenie dzielnicy Posada przy ulicy Kazimierza Lipińskiego.
Został założony w 1902, gdy wybudowano również kaplicę cmentarną. W zamierzeniu cmentarz powstał dla pochówków mieszkańców III dzielnicy Sanoka, Posady Olchowskiej; najstarsze nagrobki pochodzą z początku XX wieku. Teren cmentarza powiększono w 1931 o ok. 100 arów, w 1939 cmentarz został skomunalizowany. W okresie PRL została zbudowana na cmentarzu kaplica przedpogrzebowa. Wymiary cmentarza wynoszą ok. 250m X 150m.
W 2014 na terenie cmentarza został umieszczony krzyż upamiętniający ofiary wybuchu i pożaru na terenie Fabryki Gumy w Sanoku 2 sierpnia 1944. Pierwotnie został ustanowiony w 1994 i zainstalowany przy ulicy Dworcowej w Sanoku. Inskrypcja na tabliczce pamiątkowej głosi: Krzyż postawiono dla upamiętnienia kilkadziesiąt osób, którzy ponieśli tragiczną śmierć w płomieniach jako żywe pochodnie – na skutek wybuchu materiałów palnych na terenie Fabryki gumy w dniu 2 sierpnia 1944 roku. Pamięć o Nich pozostanie żywa w naszych sercach. Mieszkańcy Dzielnicy Posada. Po stworzeniu nowego pomnika krzyż został przeniesiony na cmentarz Posada.
Nekropolia bywa też określana jako „cmentarz posadzki”. Cmentarz został wpisany do gminnego rejestru zabytków miasta Sanoka, opublikowanego w 2015.

## Pochowani
Na cmentarzu zostało pochowanych wiele osób związanych z położoną nieopodal sanocką Fabryki Wagonów i Maszyn (późniejszy Autosan).
Wojskowi i funkcjonariusze
- Piotr Zając (1866-1934), członek Związku Strzeleckiego, Legionista II Brygady
- Adam Duraczyński (1888-1940), starszy przodownik Policji Państwowej
- ppor. Kazimierz Dańczak (1914-1944), nauczyciel, uczestnik kampanii wrześniowej, żołnierz Armii Krajowej, podporucznik
- Tadeusz Żołnierczyk (1924-1945), poległy na posterunku MO w Hoczwi w walce z oddziałami UPA
- ppor. Mieczysław Bogaczewicz (1921-1946), oficer Wojska Polskiego
- Franciszek Bittner (1909-1957), powstaniec warszawski[11]
- Marcin Drwięga (1897-1961)
- Leopold Konarski (1908-1973), uczestnik ruchu oporu podczas II wojny światowej w ZWZ-AK
- Wacław Machnik (1915-1976), żołnierz, nauczyciel, działacz społeczny
- Antoni Drwięga (1913-1977), powstaniec warszawski
- Filip Schneider (1896-1979), w latach 1944–1948 pierwszy powojenny dyrektor Fabryki Kotłów i Wagonów L.Zieleniewski i Gamper (obecnie Autosan), do sierpnia 1944 żołnierz AK zgrupowania OP-23, działacz PPS, współorganizator Technikum Mechanicznego w Sanoku, prezes klubu Stal Sanok
- Jan Senuś (1923-1986), żołnierz, piłkarz, pracownik Autosanu
- Władysław Pruchniak (1904-1991), oficer AK
- Edward Tomczak (1923-2000), żołnierz, technik mechanik, działacz społeczny
- inż. Franciszek Harłacz (1924-2000), żołnierz, pracownik Autosanu, działacz społeczny i polityczny
- inż. Aleksander Ćwiertnia (1916-2002), uczestnik kampanii wrześniowej, absolwent Politechniki Krakowskiej
- Franciszek Domagała (1919-2008), żołnierz AK
- Marian Grzegorzewicz (1920-2012), ostatni kadet II Rzeczypospolitej
- kpt. Emil Buras (1924-2013), uczestnik II wojny światowej, działacz kombatancki
- mjr Ludwik Pietrzkiewicz (1928-2013), oficer WP
- Jadwiga Skulich (1926-2013), żołnierz AK

Inni
- Juliusz Bruna (1876-1950), pracownik fabryki wagonów, działacz społeczny i samorządowy
- Tadeusz Nazarkiewicz (1912-1955), pracownik fabryki wagonów, działacz sportowy, współzałożyciel klubu Stal Sanok
- dr Jan Świerzowicz (1887-1963). nauczyciel, dyrektor szkolny
- Antoni Fichtel (1889-1965), pracownik fabryki maszyn i wagonów
- Maciej Kluska (1871-1967), naczelnik gminy Posada Olchowska[12]
- Bronisław Bekalik (1922-1968), pracownik Autosanu
- Wacław Machnik (1915-1970), nauczyciel, żołnierz
- Andrzej Szczudlik (1900-1970), działacz robotniczy, socjalistyczny i komunistyczny, starosta powiatu sanockiego, poseł na Sejm PRL II kadencji
- Jan Żołnierczyk (1888-1974), działacz robotniczy i komunistyczny
- Władysław Bodziak (1903-1974), uczestnik walk pod Monte Cassino
- Wacław Czaja (1910-1975), uczestnik walk pod Monte Cassino
- Jan Gawlewicz (1901-1976), budowniczy
- Stanisław Janczura (1912-1976), piłkarz, trener i działacz piłkarski, pracownik Autosanu
- Maria Bruna (1910-1972), nauczycielka Technikum Mechanicznego
- Tadeusz Mielecki (1908-1980), pracownik Autosanu
- Eugenia Żołnierczyk (1922-1993), pracownica fabryki wagonów i autobusów
- Władysław Radzik (1919-1994), inżynier, pracownik Autosanu
- Władysław Gut (1912-1995), pracownik fabryki wagonów i autobusów
- Kazimierz Rzeszutko (1907-1996), działacz polityczny
- Władysław Bekalik (1920-1997), pracownik fabryki wagonów i autobusów
- Stanisław Adamiak (1918-1998), pracownik Autosanu
- Emil Skalny (1926-2000), działacz
- Zdzisław Prusiecki (1934-2000), pracownik Autosanu, działacz polityczny
- Jan Skulich (1920-2002), pracownik Autosanu, działacz sportowy
- Grzegorz Pastuszak (1976-2003), hokeista
- Marian Jaszczor (1921-2004), pracownik Autosanu
- Maria Świerzowicz (1921-2006), nauczycielka. pedagog
- Kazimierz Serbin (1950-2006), nauczyciel, w latach 1986-2004 dyrektor I Liceum Ogólnokształcącego im. Komisji Edukacji Narodowej w Sanoku
- Marian Żołnierczyk (1940-2008), polityk, poseł na Sejm PRL VII i VIII kadencji
- Tadeusz Nowakowski (1934-2011), bokser, trener

Duchowni
- ks. Eugeniusz Osękowski (1940-1972), upamiętniony tablicą w kaplicy cmentarnej
- Grobowiec księży parafii Najświętszego Serca Pana Jezusa w Sanoku: ks. prałat Kazimierz Pyś (1920-2003), ks. kan. Kazimierz Pszon (1933-2005), ks. kan. Tadeusz Menio (1937-2006), ks. Bronisław Żołnierczyk (1940-2020)